# Kyrktjärnen (Ilsbo socken, Hälsingland)
Kyrktjärnen är en sjö i Nordanstigs kommun i Hälsingland och ingår i Harmångersån-Delångersåns kustområde.